# Skaut (sport)
Skaut (ang. scout) – w sporcie osoba, której zadaniem jest odwiedzanie klubów sportowych i oglądanie zawodów w celu wyszukania utalentowanych, perspektywicznych osób, którym klub korzystający z usług skauta może zaproponować transfer w celu wzmocnienia własnej kadry.
Działalność skautów sportowych nie dotyczy wyłącznie dorosłych, profesjonalnych zawodników; we współczesnym sporcie skauci z zasady wyszukują talenty wśród juniorów, w tym nawet tych niezrzeszonych w klubach.